# Sujata Nahar
Sujata Nahar (née le 12 décembre 1925 à Calcutta - morte le 4 mai 2007) était la compagne de Satprem qu'elle rencontra en 1954 par l'entremise de La Mère à Pondichéry. 